# Хамадански округ
Хамадански округ (перс. شهرستان همدان) је један од девет округа у покрајини Хамадан на западу Ирана. Главни град округа је Хамадан.
По попису из 2006. године, у округу је живело 626.183 становника, у 165.753 породица.
Округ је подељен у две области: 
- Централна област
- Шара област.

Округ има четири градова: Хамадан, Кахаванд, Мерианеџ и Џуреган.